# Hieronim Augustyn Lubomirski
Il principe Hieronim Augustyn Lubomirski (Rzeszów, 1648 – Rzeszów, 1706) è stato un condottiero polacco.

## Biografia
Apparteneva ad una famiglia della szlachta, cioè l'alta nobiltà polacca, avente il titolo di principe, e suo padre era il Maresciallo della Corona Jerzy Sebastian Lubomirski, mentre sua madre Kostancja era figlia dell'Hetman lituano Mikołaj Spytek Ligȩza. Ancora adolescente, acquistò per diritto regio la commenda dell'Abbazia benedettina di Tyniec.
Lubomirski ebbe una rapida carriera nella politica e nell'esercito polacco: già nel 1676 era signore di Jaroslavl', Rzeszów e Płock, cavaliere di Malta e Maresciallo di Corte, anche se mal voluto dal Re che lo considerava troppo potente e quindi una minaccia. Infatti il principe aveva costituito un suo esercito personale appoggiato dagli svedesi, e quando Sobieski non volle dargli il permesso di assumere il ruolo di voivoda di Cracovia, Lubomirski scatenò una potente ribellione che sconvolse la Polonia e portò momentaneamente gli svedesi nel regno e rapì il principe Marek Sobieski. A questo punto Giovanni III di Polonia cedette non solo il voivodato di Cracovia, ma anche il titolo di Grande Atmano e castellano di Cracovia.
Nonostante tutto questo Lubomirski si distinse combattendo contro i Tartari e i Turchi e venne elogiato dal Re. Fu anche promosso maresciallo del Sejm nel 1681. Accompagnò poi il Re contro i Turchi a Vienna e condusse varie campagne in Ungheria. Durante la grande guerra del Nord si schierò contro gli svedesi e si distinse in varie battaglie, prima di essere messo a riposo e stipendiato dal governo russo.